# Corné Krige
Pour les articles homonymes, voir Krige.
Pas d'image ? Cliquez ici

a Compétitions nationales et continentales officielles uniquement.

b Matchs officiels uniquement.
Dernière mise à jour le 9 août 2019.
Cornelius Petrus Johannes Krige, plus connu comme Corné Krige, né le 21 mars 1975 à Lusaka en Zambie, est un ancien joueur de rugby à XV sud-africain. Dans l'équipe d'Afrique du Sud. Il évolue au poste de troisième ligne aile (1,90 m - 99 kg).
Cet ancien international sud-africain a été le capitaine de l'équipe d'Afrique du Sud qui a participé à la Coupe du monde de rugby 2003.

## Biographie
Né en Zambie où il passe ses six premières années, Corné Krige commence le rugby à l'âge de 9 ans en Afrique du Sud à Paarl. Il fait ses débuts en Currie Cup en 1996 avec la Western Province et en 1999 dans le Super 12 (devenu le Super 14) sous les couleurs des Stormers, une franchise de rugby à XV d'Afrique du Sud basée au Cap, principalement constituée de la province sud-africaine de Currie Cup de la Western Province. 
Juste après être revenu d'une grave blessure au genou mettant en péril sa carrière, Krige effectue son premier test match avec les Springboks le 19 juin 1999 à l’occasion d’un match contre l'équipe d'Italie qui se solde par une victoire 101 à 0. Dès ce premier match, il est nommé capitaine. Mais deux semaines plus tard, il se blesse de nouveau au genou et doit renoncer à la Coupe du monde 1999. 
À partir de 2002, il est nommé définitivement capitaine des Springboks, tâche à laquelle il va s'acquitter à 18 reprises. En novembre 2002, la violence et l'agressivité dont il fait preuve lors d'un test-match perdu 53 à 3 contre l'Angleterre sont pointées du doigt par les médias,,. Corné Krige acquiert une réputation de joueur violent, brutal et peu fair-play et est même surnommé The dirtiest player in rugby ("le joueur de rugby le plus sale") par The Guardian.
En 2003, il est le capitaine de l'équipe d'Afrique du sud qui participe à la Coupe du monde de rugby 2003. Mais, cette équipe est éliminée par la 
Nouvelle-Zélande en quarts de finale (29 à 9). En janvier 2004, il annonce la fin de sa carrière internationale.  Quelques mois plus tard, il est suspendu pour huit semaines dans le Super 12 à la suite d'un coup de tête sur le Néo-zélandais Derek Maisey. Cette suspension précipite sa décision de quitter le Super 12. 
En 2004, il s'engage pour une année avec les Northampton Saints dans le Championnat d'Angleterre de rugby à XV et met un terme à sa carrière à l'issue de la saison 2004-2005.

## Carrière

### En province
- Western Province (Afrique du Sud)

### En franchise et club
- Stormers
- 2004-2005 : Northampton Saints

Il a terminé sa carrière en effectué une saison avec les Saints de Northampton. Il fit un dernier match à la tête d'une équipe de la Western Province qui joua le 9 juin 2006 contre un XV mondial.

### En équipe nationale
Il a effectué son premier test match avec les Springboks le 19 juin 1999 à l’occasion d’un match contre l'équipe d'Italie pour une victoire 101 à 0.
Il a disputé la coupe du monde 2003 (3 matchs) en tant que capitaine.

## Palmarès

### Avec les Springboks
- 39 sélections dont 18 fois capitaine
- 2 essais
- 10 points
- Sélections par saison : 3 en 1999, 12 en 2000, 6 en 2001, 10 en 2002, 8 en 2003.
- Participation à la coupe du monde 2003 (3 matchs).